# General Motors 60° V6
General Motors 60° V6 — серия V-образных шестицилиндровых бензиновых двигателей внутреннего сгорания с углом наклона 60° производства американской корпорации General Motors. Все двигатели семейства 12-клапанные, в то время как LQ1 имеет 24 клапана. Объём двигателей варьируется от 2,8 до 3,4 л (2837—3350 см3). Блок цилиндров чугунный, а головки блока цилиндров чугуные или алюминиевые. С 1980 по 2005 год двигатели выпускались в США, а с 1997 по 2010 год — в Китае. Также двигатели называются GM X, так как впервые они были представлены на автомобилях на платформе X-body.

## Generation I
Первое поколение двигателей GM 60° V6 имело чугунные блоки цилиндров и их головки. Двигатели выпускались с 1980 по 1995 год. На переднеприводные автомобили двигатели устанавливались поперечно, а на заднеприводные — продольно.

### Поперечные двигатели
Поперечные двигатели семейства GM 60° V6 впервые были представлены в 1980 году. В 1985 году двигатели были обновлены. Производство завершилось в 1988 году.

#### LE2
2,8-литровый (2837 см3) двигатель LE2 являлся первым двигателем семейства GM 60° V6. Он выпускался с 1980 по 1986 год. Топливная система — двухкамерный карбюратор. С 1980 по 1981 год мощность составляла 86 кВт (115 л. с.), а с 1982 по 1986 год — 84 кВт (112 л. с.). Крутящий момент составлял 183 Н⋅м, диаметр цилиндра — 89 мм, а ход поршня — 76 мм.
Применения:
- 1982—1986 Buick Century
- 1980—1985 Buick Skylark
- 1982—1986 Chevrolet Celebrity
- 1980—1985 Chevrolet Citation
- 1982—1986 Oldsmobile Cutlass Ciera & Cutlass Cruiser
- 1980—1984 Oldsmobile Omega
- 1982—1986 Pontiac 6000
- 1980—1984 Pontiac Phoenix

#### LH7
2,8-литровый (2837 см3) двигатель LH7 (Z-code) впервые был представлен в 1981 году. Он являлся версией LE2 с высокой производительностью. В 1981 году мощность составляла 101 кВт (135 л. с.), а крутящий момент — 224 Н⋅м. С 1982 по 1984 год крутящий момент составлял 197 Н⋅м. Преемником стал L44.
Применения:
- 1982—1984 Buick Skylark T-Type
- 1984 Chevrolet Celebrity (Eurosport)
- 1981—1984 Chevrolet Citation X-11
- 1989—1991 Isuzu Trooper/Trooper II
- 1982—1984 Oldsmobile Omega SX
- 1983—1984 Pontiac 6000 STE
- 1982—1984 Pontiac Phoenix SJ/SE

#### L44
L44 (9-code) выпускался с 1985 по 1988 год в роли преемника LH7. Он являлся первым поперечным двигателем объёмом 2,8 л (2837 см3) с многоточечным впрыском топлива. Двигатель развивал мощность 104 кВт (140 л. с.) при 5200 об/мин и крутящий момент 230 Н⋅м при 3600 об/мин. Распределительный вал и головки блока цилиндров этого двигателя позже применялись в двигателе L32 объёмом 3,4 л (3350 см3).
Применения:
- 1985—1986 Chevrolet Celebrity Eurosport
- 1985 Chevrolet Citation X-11
- 1985—1986 Pontiac 6000 STE
- 1985—1988 Pontiac Fiero

#### LB6
Двигатель LB6 (W-code) объёмом 2,8 л (2837 см3) с многоточечным впрыском топлива впервые был представлен в 1985 году в роли преемника LE2. Он развивал мощность 97 кВт (130 л. с.) при 4500 об/мин и крутящий момент 217 Н⋅м при 3600 об/мин.
Применения:
- 1985 Buick Skylark
- 1985—1986 Cadillac Cimarron
- 1985—1989 Chevrolet Cavalier
- 1985—1986 Chevrolet Celebrity
- 1985 Chevrolet Citation
- 1985—1987 Oldsmobile Firenza (GT)
- 1985—1986 Pontiac 6000

### LG6
Двигатель LG6 (D-code) объёмом 3,1 л выпускался с 1990 по 1996 год как в поперечном, так и в продольном исполнении. Он имел чугунные головки блока цилиндров. Впрыск топлива осуществлялся через дроссельную заслонку. Двигатель развивал мощность 89 кВт (120 л. с.) и крутящий момент 230 Н⋅м.
Применения:
- 1990—1995 Chevrolet Lumina APV
- 1991—1994 Isuzu Pickup
- 1990—1992 Isuzu Rodeo
- 1990—1995 Oldsmobile Silhouette
- 1990—1995 Pontiac Trans Sport

### Продольные двигатели
Продольные двигатели семейства GM 60° V6 имели незначительные отличия от поперечных двигателей, на которых они были основаны. Первые двигатели семейства — LC1 и LR2 — были представлены в 1982 году.
В 1985 году двигатели были также значительно обновлены. В 1990 году в семейство был включён 3,1-литровый (3135 см3) двигатель с ходом поршня, увеличенным на 8 мм, а в 1993 году появился 3,4-литровый (3350 см3) двигатель с диаметром цилиндра 92 мм. Производство двигателей объёмом 2,8 и 3,1 л (2837 см3 и 3135 см3) завершилось в 1994 году. Производство всех продольных двигателей семейства GM 60° V6 завершилось в 1996 году.
Применения 2,8-литровых двигателей:
- 1986—1993 Chevrolet S-10/GMC S-15 Sonoma
- 1986—1993 Chevrolet S-10 Blazer/GMC S-15 Jimmy
- 1988—1991 Isuzu Trooper II

Применения: 3,1-литровых двигателей:
- 1991—1994 Isuzu Pickup
- 1991—1992 Isuzu Rodeo

#### LC1
Двигатель LC1 (1-code) с двумя карбюраторами выпускался с 1982 по 1984 год. Его мощность составляла 76 кВт (102 л. с.), а крутящий момент — 197 Н⋅м. В 1985 году преемником стал LB8.
Применения:
- 1982—1984 Chevrolet Camaro
- 1982—1984 Pontiac Firebird

#### LR2
Двигатель LR2 (B-code) выпускался с 1982 по 1986 год. Он развивал мощность 86 кВт (115 л. с.) и крутящий момент 203 Н⋅м.
Применения:
- 1982—1986 Chevrolet S-10/GMC S-15 Sonoma
- 1982—1986 Chevrolet S-10 Blazer/GMC S-15 Jimmy
- 1984—1986 Jeep Cherokee
- 1986 Jeep Comanche

#### LL1/LL2
Двигатель LL1 (L-code) являлся высокопроизводительной версией LC1, выпускавшейся с 1983 по 1984 год. Он применялся в Pontiac Firebird, где развивал мощность 93 кВт (125 л. с.).
Применения:
- 1983—1984 Pontiac Firebird

Двигатель LL2 (R-code) выпускался с 1982 по 1988 год. Версия с впрыском топлива через дроссельную заслонку выпускалась с 1986 по 1993 год. Мощность составляла 93 кВт (125 л. с.).
Применения:
- 1986—1993 Chevrolet S-10/GMC S-15 Sonoma
- 1986—1993 Chevrolet S-10 Blazer/GMC S-15 Jimmy
- 1989—1991 Isuzu Trooper

#### LB8
Двигатель LB8 (S-code) выпускался с 1985 по 1989 год в роли преемника LC1. Он имел многоточечный впрыск топлива и развивал мощность 101 кВт (135 л. с.) и крутящий момент 224 Н⋅м.
Применения:
- 1985—1989 Chevrolet Camaro
- 1985—1989 Pontiac Firebird

#### LH0
3,1-литровый двигатель LH0 развивал мощность 104 кВт (140 л. с.) и крутящий момент 244 Н⋅м.
Применения:
- 1990—1992 Chevrolet Camaro
- 1990—1992 Pontiac Firebird

#### L32
3,4-литровый (3350 см3) двигатель L32 (S-code) применялся в Chevrolet Camaro и Pontiac Firebird, где развивал мощность 119 кВт (160 л. с.) при 4600 об/мин и крутящий момент 271 Н⋅м при 3600 об/мин. Диаметр цилиндра и ход поршня составляли 92 мм × 84 мм.
Применения:
- 1993—1994 Chevrolet Camaro (Калифорния)
- 1993—1995 Chevrolet Camaro
- 1993—1994 Pontiac Firebird (Калифорния)
- 1993—1995 Pontiac Firebird

## Generation II
Второе поколение двигателей GM 60° V6 было представлено в 1987 году. Объём по-прежнему составляет 2,8 л (2837 см3). В двигателях применялись алюминиевые головки блока цилиндров. Двигатели применялись в переднеприводных автомобилях. В 1988 году на Pontiac 6000 STE AWD подразделение Chevrolet компании General Motors представило 3,1-литровый (3135 см3) двигатель с диаметром цилиндра 89 мм и ходом поршня 84 мм. Он производился параллельно с 2,8-литровым двигателем до 1990 года, когда 2,8-литровый двигатель был снят с производства. В то время как 2,8-литровый двигатель был атмосферным, в 3,1-литровом двигателе применялся турбонаддув. Также был разработан 3,4-литровый (3350 см3) двигатель LQ1.

### LB6
Применения:
- 1987—1989 Buick Century
- 1988—1989 Buick Regal
- 1987—1988 Cadillac Cimarron
- 1987—1989 Chevrolet Beretta
- 1987—1989 Chevrolet Cavalier
- 1990—1994 Chevrolet Cavalier (Мексика)
- 1987—1989 Chevrolet Celebrity
- 1987—1989 Chevrolet Corsica
- 1987—1989 Oldsmobile Cutlass Ciera
- 1990—1992 Oldsmobile Cutlass Ciera S
- 1988—1989 Oldsmobile Cutlass Supreme
- 1987—1989 Pontiac 6000
- 1988—1989 Pontiac Grand Prix

### LH0
3,1-литровый (3135 см3) двигатель LH0 (T-code) был представлен в 1988 году на Pontiac 6000 STE AWD. Он выпускался до 1994 года (в Мексике — до 1996 года) и экспортировался в некоторых моделях. С 1988 по 1989 год двигатель развивал мощность 101 кВт (135 л. с.) и крутящий момент 244 Н⋅м, а позже мощность была увеличена до 104 кВт (140 л. с.) при 4800 об/мин, а крутящий момент — до 251 Н⋅м при 3600 об/мин.
Применения:
- 1989—1993 Buick Regal
- 1990—1993 Chevrolet Beretta
- 1990—1994 Chevrolet Cavalier
- 1990 Chevrolet Celebrity
- 1990—1993 Chevrolet Corsica
- 1990—1994 Chevrolet Lumina
- 1989—1993 Oldsmobile Cutlass Supreme
- 1988—1991 Pontiac 6000 (STE AWD — 1988—1989, все модели — 1990—1991)
- 1989—1993 Pontiac Grand Prix
- 1991—1994 Pontiac Sunbird
- 1990—1996 Chevrolet Cutlass (Мексика)
- 1990—1996 Chevrolet Century (Мексика)

### L64
Двигатель L64 (W-code), впервые представленный в 1991 году, являлся версией LH0 на гибком топливе. Двигатели работали на топливе M85 и E85 (85 % метанола/15% бензина).
Применения:
- 1991—1993 Chevrolet Lumina VFV[1]
- 1992—1993 Chevrolet Lumina E85 VFV[2]

### LG5
LG5 (V-code) — 3,1-литровый (3135 см3) турбодвигатель, выпускавшийся совместно с McLaren в 1989 и 1990 годах. Он развивал мощность 153 кВт (205 л. с.) при 5200 об/мин и крутящий момент 305 Н⋅м при 2100 об/мин. Ежегодно производилось около 3700 двигателей. Двигатель имел блок цилиндров с высоким содержанием никеля и «закалёнными» внутренними компонентами.
Применения:
- 1989—1990 Pontiac Grand Prix Turbo
- 1990 Pontiac Grand Prix Turbo STE

### LQ1
LQ1 (также называемый Twin Dual Cam или TDC) являлся 3,4-литровым (3350 см3) двигателем DOHC V6 (X-code). Он применялся исключительно в переднеприводных автомобилях на платформе W-body.
Серийно двигатель выпускался с 1991 по 1997 год. С 1991 по 1993 год двигатель развивал мощность 149—157 кВт (200—210 л. с.) при 5200 об/мин и крутящий момент 292 Н⋅м при 4000 об/мин. С 1994 по 1996 год двигатель развивал мощность 157 кВт (210 л. с.) и крутящий момент 292 Н⋅м. В 1996 году головки блока цилиндров были переработаны для улучшения потока, а двигатель был адаптирован к нормам выбросов OBD-II. С 1996 по 1997 год мощность составляла 160 кВт (215 л. с.), а крутящий момент — 298 Н⋅м. Двигатель имел по 4 клапана на цилиндр. Вместо распределительного вала используется промежуточный вал с цепным приводом, который приводит в движение четыре верхних кулачка через зубчатый ремень. Адаптация блока толкателя под углом 60° к верхним кулачкам LQ1 значительно увеличила высоту двигателя в комплекте.
Диаметр цилиндра был увеличен до 92 мм, а ход поршня по-прежнему составляет 84 мм. Применяется всего несколько взаимозаменяемых деталей, в первую очередь, шатуны и коленчатый вал.
В 1996 году были переработаны головки блока цилиндров и впускные коллекторы, включая больший корпус дроссельной заслонки и площадь пленума, немного более длинные впускные бегуны, камеры сгорания в виде клеверного листа и большие выпускные отверстия в форме «таблеток». Распределительные валы и фазы газораспределения также были пересмотрены для нового, более высокого диапазона оборотов.
Опционально с 1991 по 1993 год двигатель сочетался в паре с пятиступенчатой механической трансмиссией Getrag 284. В качестве «альтернативы» двигатель сочетался в паре с четырёхступенчатой автоматической трансмиссией Hydramatic 4T60-E с электронным управлением, которая применялась на протяжении всего производственного цикла во всех автомобилях, кроме Monte Carlo Z34 (1997) и Lumina LTZ (1997), где применялась трансмиссия 4T65-E.
Применения:
- 1991—1997 Chevrolet Lumina
- 1995—1997 Chevrolet Monte Carlo
- 1991—1996 Oldsmobile Cutlass Supreme
- 1991—1996 Pontiac Grand Prix

## Generation III
Третье поколение двигателей GM 60° V6 было представлено в 1993 году на Oldsmobile Cutlass Supreme. Как и предшественники, двигатели продолжали использовать верхнеклапанную конфигурацию с двумя клапанами на цилиндр, чугунным блоком цилиндров, алюминиевыми головками блока цилиндров и алюминиевым впускным коллектором. Тем не менее, головки и впускной коллектор были переработаны для лучшего потока воздуха, блок цилиндров был усилен, а плоские толкатели двигателей были заменены роликовыми. В основном, двигатели поставлялись с последовательным многоточечным впрыском топлива и конструкционным масляным поддоном.

### 3.1/3100

#### L82
L82 (M-code) выпускался с 1993 по 1999 год в роли преемника LH0. Он отличался конструкционным масляным поддоном, более жёстким переработанным блоком двигателя, последовательным впрыском топлива и пересмотренными алюминиевыми головками блока цилиндров. Мощность была увеличена на 15 кВт (20 л. с.), то есть, до 119 кВт (160 л. с.) при 5200 об/мин. Крутящий момент составляет 251 Н⋅м при 4000 об/мин. Степень сжатия для L82 составляет 9,5:1, диаметр цилиндра — 89 мм, а ход поршня — 84 мм. Рабочий объём составлял 3,1 л (3135 см3)
Применения:
- 1994—1999 Buick Century
- 1994—1996 Buick Regal
- 1994—1998 Buick Skylark
- 1994—1996 Chevrolet Beretta
- 1994—1996 Chevrolet Corsica
- 1995—1999 Chevrolet Lumina
- 1997—1999 Chevrolet Malibu
- 1995—1999 Chevrolet Monte Carlo
- 1994—1998 Oldsmobile Achieva
- 1997—1999 Oldsmobile Cutlass GLS
- 1994—1996 Oldsmobile Cutlass Ciera
- 1993—1997 Oldsmobile Cutlass Supreme (в 1993 году оснащался двигателями LH0 и L82)
- 1994—1998 Pontiac Grand Am
- 1994—1999 Pontiac Grand Prix

#### LG8
LG8 (J-code) являлся обновлённой версией двигателя L82 с рабочим объёмом 3,1 л (3135 см3). Он по-прежнему имел чугунный блок цилиндров, двухклапанные алюминиевые головки блока цилиндров с толкателями и полный последовательный впрыск топлива. LG8 также отличался новым впускным коллектором и многочисленными изменениями для улучшения совместного использования деталей с LA1 3400. Выбросы были улучшены за счёт впрыска вторичного воздуха, и двигатель получил статус LEV. Он имел диаметр цилиндра 89 мм, ход поршня 84 мм и степень сжатия 9,6:1. Двигатель развивал мощность 127—130 кВт (170—175 л. с.) и крутящий момент 258—264 Н⋅м. В разное время LG8 выпускался в Рамос-Ариспе, Мексике и Тонаванде.
Применения:
- 2000—2005 Buick Century
- 1999—2003 Chevrolet Malibu
- 2000—2001 Chevrolet Lumina
- 2000—2003 Pontiac Grand Prix SE

### 3.4/3400

#### LA1
LA1 или 3400 (E-code) — версия L82 с увеличенным диаметром цилиндра (до 84 мм). Он имел рабочий объём 3,4 л (3350 см3) и ход поршня 9,5:1. Выбросы контролируются с помощью каталитического нейтрализатора и системы рециркуляции выхлопных газов, которая не применяется в Pontiac Aztek и Buick Rendezvous. Отключение подачи топлива происходит при 6000 об/мин. Начиная с 2000 года, большинство автомобилей оснащалось системой GM Engine Oil Life Motor. Двигатель выпускался как в Тонаванде, так и в Рамос-Ариспе.
| Мощность                            | Крутящий момент         | Применения                                                                                       | Диаграмма                                 |
| ----------------------------------- | ----------------------- | ------------------------------------------------------------------------------------------------ | ----------------------------------------- |
| 170 л. с. (125 кВт) при 4700 об/мин | 271 Н⋅м при 4000 об/мин | - Pontiac Grand Am - Oldsmobile Alero                                                            | Ссылка Архивировано 2 сентября 2015 года. |
| 175 л. с. (129 кВт) при 4700 об/мин | 278 Н⋅м при 4000 об/мин | - Pontiac Grand Am GT                                                                            | Ссылка Архивировано 2 сентября 2015 года. |
| 180 л. с. (132 кВт) при 5200 об/мин | 278 Н⋅м при 4000 об/мин | - Chevrolet Impala - Chevrolet Monte Carlo                                                       | - Ссылка - Ссылка                         |
| 185 л. с. (136 кВт) при 5200 об/мин | 285 Н⋅м при 4000 об/мин | - Chevrolet Venture - Pontiac Montana - Pontiac Aztek - Buick Rendezvous - Oldsmobile Silhouette |                                           |

Применения:
- 2002—2005 Buick Rendezvous
- 2000—2005 Chevrolet Impala
- 2000—2005 Chevrolet Monte Carlo
- 1996 Chevrolet Lumina Minivan
- 1997—2005 Chevrolet Venture
- 1999—2004 Oldsmobile Alero
- 1996—2004 Oldsmobile Silhouette
- 2001—2005 Pontiac Aztek
- 1999—2005 Pontiac Grand Am
- 1999—2005 Pontiac Montana
- 1996—1998 Pontiac Trans Sport

## В Китае
Американская корпорация General Motors начала сотрудничество с китайской компанией SAIC в 1997 году. В рамках этого партнёрства в Китае производились варианты двигателя V6 с углом наклона 60°, в первую очередь, для применения в автомобилях General Motors на американском рынке. Двигатели LNJ применялись в Chevrolet Equinox и Pontiac Torrent (2005—2009) на рынке США.

### LB8
LB8 является базовым двигателем V6 производства General Motors в Китае. Это производная модель от LG8 с диаметром цилиндра 89 мм и ходом поршня 66,7 мм. Двигатель имеет чугунный блок цилиндров с толкателями и алюминиевую двухклапанную головку блока цилиндров. Мощность составляет 108 кВт (145 л. с.), а крутящий момент — 210 Н⋅м.
Применения:
- Buick GL/GLX (Китай)
- Buick GL8 (Китай)
- Buick Regal (Китай)

### LW9
LW9 является более крупной версией LB8 объёмом 3,0 л (2986 см3) с ходом поршня 80 мм. Мощность составляет 127 кВт (170 л. с.), а крутящий момент — 251 Н⋅м.
Применения:
- Buick GL/GLX (Китай)
- Buick GL8 (Китай)

### LNJ
LNJ является обновлённой версией двигателя Generation III 3400. Изменения коснулись блока цилиндров, впускного коллектора, масляного поддона, крышки двигателя и топливной системы, включая электронное управление дроссельной заслонкой. Двигатель был выпущен в Китае. В Канаде двигатель устанавливался на Chevrolet Equinox и Pontiac Torrent. LNJ развивает мощность 138 кВт (185 л. с.) и крутящий момент 285 Н⋅м.
Применения:
- 2005—2009 Chevrolet Equinox
- 2006—2009 Pontiac Torrent